# Yaginumena castrata
Yaginumena castrata är en spindelart som först beskrevs av Friedrich Wilhelm Bösenberg och Embrik Strand 1906.  Yaginumena castrata ingår i släktet Yaginumena och familjen klotspindlar. Inga underarter finns listade i Catalogue of Life.